# Vásárosdombó vasútállomás
Vásárosdombó vasútállomás egy Baranya vármegyei vasútállomás Vásárosdombó településen, a MÁV üzemeltetésében.
A település északkeleti szélén helyezkedik el, a 6546-os út szintbeli vasúti keresztezésétől északra; közúti elérését egy, az előbbi útból kiágazó önkormányzati út teszi lehetővé.

## Vasútvonalak
Az állomást az alábbi vasútvonalak érintik:
- Budapest–Pécs-vasútvonal

## Kapcsolódó állomások
A vasútállomáshoz az alábbi állomások vannak a legközelebb:
- Kaposszekcső megállóhely (Budapest–Pécs-vasútvonal)
- Sásd vasútállomás (Budapest–Pécs-vasútvonal)

## Forgalom
| Járat        | Útvonal | Gyakoriság |
| ------------ | --- | ---------- |
| személyvonat | Dombóvár – Kaposszekcső – Vásárosdombó – Sásd – Godisa – Szatina-Kishajmás – Abaliget – Hetvehely – Bükkösd – Cserdi-Helesfa – Szentlőrinc – Bicsérd – Mecsekalja-Cserkút – Pécs | 2 óránként |